# Dana College
Dana College var et mindre amerikansk college i Blair, Nebraska.
Det havde rod blandt danske indvandrere og var grundlagt i 1884 af en dansk lutheransk præst.
Efter 126 års virke måtte det lukke i sommeren 2010 og efterlod over 500 studerende uden skole.

## Henvisning
1. ↑  Matthew Hansen (1. juli 2010). "Dana to help students transfer". Arkiveret fra originalen 4. juli 2010. Hentet 16. august 2010.

41°33′01″N 96°09′22″V / 41.550277777778°N 96.156111111111°V